# Habronestes gumbardo
Habronestes gumbardo là một loài nhện trong họ Zodariidae.
Loài này thuộc chi Habronestes. Habronestes gumbardo được Barbara C. Baehr miêu tả năm 2008.